# ملکه‌ماهی دوخاله
ملکه‌ماهی دوخاله (نام علمی: Scomberoides lysan) نام یک گونه از تیره گیش‌ماهیان است.